# Occupazione jugoslava dell'Istria e della Venezia Giulia
L'occupazione jugoslava dell'Istria e della Venezia Giulia fu un'operazione militare della seconda guerra mondiale che portò all'occupazione militare dell'Istria e della Venezia Giulia da parte della Jugoslavia, che durò dal 18 agosto 1944 al 1º maggio 1945. Le modifiche territoriali effettuate al termine del conflitto portarono alla cessione dall'Italia alla Jugoslavia della quasi totalità della Venezia Giulia (Carso, Istria, Quarnaro) e alla costituzione del Territorio Libero di Trieste (1947-1954).

## Storia
Nel 1944 Josip Broz, detto Tito, capo dei partigiani comunisti jugoslavi, mentre il territorio jugoslavo veniva liberato (ma prima ancora di procedere alla riconquista di Zagabria e di Lubiana) spostò verso la Venezia Giulia (Carso, Istria e Quarnaro, facenti parte al tempo della Zona d'operazioni del Litorale adriatico, posta sotto la sovranità italiana ma controllata direttamente da un'amministrazione militare imposta dalla Germania nazista) il fronte settentrionale di guerra, puntando a conquistare le suddette regioni, riconosciute all'Italia dopo la prima guerra mondiale ma con una forte minoranza slava.
Le conseguenze immediatamente successive alla seconda guerra mondiale furono la fuga verso l'Italia di gran parte della popolazione autoctona di etnia italiana (passata alla storia come "esodo giuliano dalmata"), la perdita territoriale per l'Italia della quasi totalità del Carso goriziano e triestino e della penisola istriana, nonché del Quarnaro (costa liburnica ed isole), e un numero imprecisato di italiani uccisi nelle foibe o fucilati.

## L'attacco
Tito poteva contare su 88 000 uomini (in 11 divisioni), circa 500 carri armati e un centinaio di aerei, quasi tutti forniti da Regno Unito e Stati Uniti. Furono disposte tre colonne d'attacco:
1. La prima era composta da 3 divisioni e doveva invadere la zona circostante Postumia, puntando su Gorizia.
2. La seconda, al comando dello stesso Tito, si sarebbe divisa in tre armate che dovevano rispettivamente conquistare Trieste, Parenzo e Pola, ed era composta da 7 divisioni
3. La terza, composta da un'unica divisione, avrebbe dovuto puntare subito Fiume e le varie isole dalmate.

A questa forza d'attacco si opponevano 35 000 italo-tedeschi.

### La marcia di Tito verso Trieste

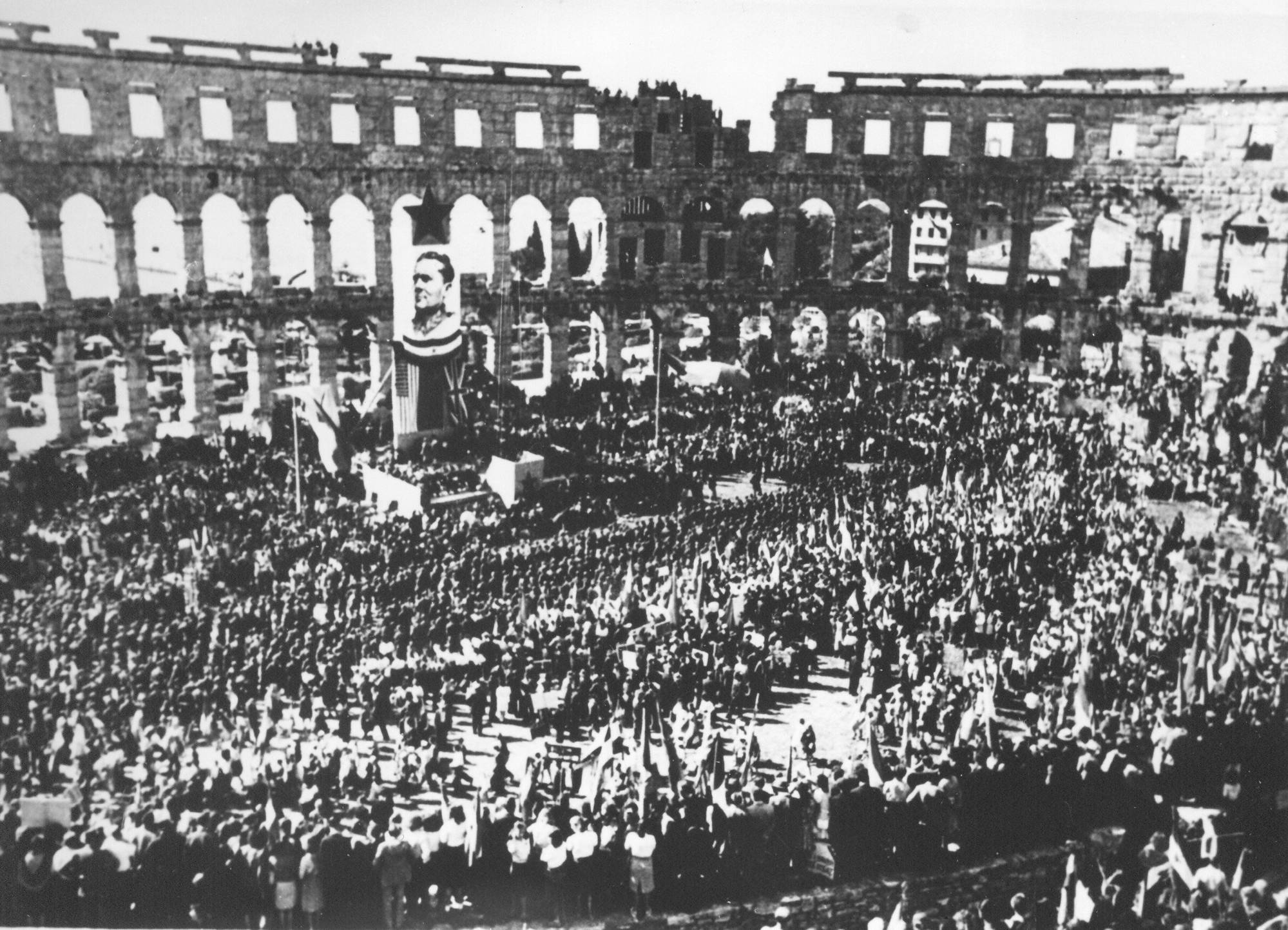
Celebrazione del Giorno della Vittoria da parte delle truppe iugoslave all'interno dell'Arena di Pola il 13 maggio 1945.

Il primo di maggio del 1945, Tito entrò a Trieste, anticipando di un giorno le truppe alleate neozelandesi. Trascorsero 40 giorni con la città sotto il controllo degli Jugoslavi caratterizzati da forti manifestazioni nazionalistiche slave, organizzate dagli invasori, una decisa caccia ai fascisti o presunti tali, solitamente mirata contro la popolazione di etnia italiana, con numerosi processi ed esecuzioni, fino al raggiungimento di un accordo tra Tito e le truppe alleate (9 giugno, approvazione della cosiddetta "Linea Morgan") per l'evacuazione degli jugoslavi da parte delle Venezia Giulia occupata e il passaggio dei poteri all'amministrazione anglo-americana: Gorizia e Trieste passarono agli anglo-americani il 12 giugno e Pola (solo temporaneamente) il 20 giugno, mentre Fiume rimase sotto il controllo jugoslavo.

## Conseguenze
Il Trattato di Parigi del 1947 assegnò alla Jugoslavia la quasi totalità del Carso e dell'Istria, il Quarnaro con Fiume, ma non Trieste, che fu, con le zone circostanti, dichiarato territorio indipendente. Il Territorio Libero di Trieste venne diviso in una Zona A, sotto controllo angloamericano, e una Zona B, occupata dagli jugoslavi. All'Italia rimaneva soltanto Gorizia (nonostante la proposta di Togliatti di cederla alla Jugoslavia "in cambio" di Trieste).

Questa soluzione fu però di breve durata: nel 1954, pur se con qualche modifica ai confini, la Zona A (comprendente anche Trieste stessa) fu affidata all'amministrazione civile italiana e la Zona B a quella jugoslava. I nuovi confini furono infine ratificati col Trattato di Osimo del 10 novembre 1975.

## Unità militari iugoslave coinvolte
- IX Corpo dell'Armata popolare di liberazione della Iugoslavia (NOVJ)
  - XXX Divisione NOVJ
    - 17ª Brigata slovena di liberazione nazionale "Simon Gregorčič"
    - 18ª Brigata slovena di liberazione nazionale d'assalto "Bazoviška"
    - 19ª Brigata slovena di liberazione nazionale d'assalto "Srečko Kosovel"

  - XXXI Divisione NOVJ
    - 7ª Brigata slovena di liberazione nazionale d'assalto "France Prešeren"
    - 16ª Brigata slovena di liberazione nazionale "Janko Premrl-Vojko"
    - Brigata Tolminska